# Guido Mannari
Guido Mannari (* 13. Dezember 1944 in Rosignano Marittimo; † 10. Juli 1988 ebenda) war ein italienischer Schauspieler.

## Leben
Mannari wurde 1969 von Mauro Bolognini entdeckt; er spielte bis dahin unterklassigen Fußball. Nach seinem Umzug nach Rom arbeitete er als Model – unter anderem erschienen Nacktaufnahmen im Magazin Libera – und in Filmen und sollte zu einem neuen Teenie-Idol aufgebaut werden. Blank ziehen durfte Mannari auch in seiner ersten größeren Rolle in Gianni Buffardis Number One. Mannari spielt in Buffardis Politkrimi den an mehreren Verbrechen beteiligten Massimo. Als Gegenspieler Fabio Testis in Die Rotröcke etablierte er sich als schöner Bösewicht. In Filmen von Pier Paolo Pasolini, Tinto Brass und Jacques Deray zeigte er jedoch auch darstellerisches Talent statt Star-Potential und machte so nicht einmal 20 Filme. Zu seiner bekanntesten Rolle wird der Macro in Caligula. Nach anspruchsvolleren Filmen folgte schlichte Action-Ware wie Die Bullen auf heißen Feuerstühlen. Mitte der 1980er Jahre kehrte er in seine Heimatstadt zurück.

## Filmografie (Auswahl)
- 1971: Blindman, der Vollstrecker (Blindman)
- 1971: Decameron (Il Decameron)
- 1973: Number One
- 1973: Blu Gang
- 1974: Identikit
- 1975: Die Rotröcke (Giubbe rosse)
- 1976: Die Strickmütze (Squadra antiscippo)
- 1979: Caligula (Caligola)